# 下地イサム
下地イサム（しもじ いさむ、1969年10月8日 - ）は、沖縄県宮古島市出身のシンガーソングライター。本名および旧アーティスト名は下地勇。ミャークフツ（宮古口）の歌詞を、ブルースを始めとしてレゲエ・フォルクローレなどの幅広いジャンルの音楽にのせて歌う。2002年8月にリリースされたシングル「我達が生まり島」（ばんたがんまりずま）は、3か月で7000枚を超すセールスを記録した。同年12月のアルバム「天〜tin〜」のセールスも1万枚を超えた。近年では、地元放送局でラジオ番組も持っている。
2012年にデビュー10周年を迎え、青森を皮切りにソロまたはバンドスタイルにてツアーを開始し、故郷の宮古島では2000人の観客を動員した。
2013年には、沖縄トヨタのCMにて、自身の歌声とともに琉球国王である尚巴志王に扮している。
2015年11月19日、11thのアルバム『THE HUMAN GIFT』のリリースを機に、心機一転名前を「下地イサム」に改名。

## 来歴
1969年10月8日、沖縄県平良市（現・宮古島市）に生まれる。18歳で進学のため上京。紆余曲折を経て、25歳で沖縄に戻り、沖縄本島で就職しサラリーマンとして働いていた。
宮古島に住む父親の還暦祝に贈ったサンフランシスコ・ベイ・ブルース(en:San Francisco Bay Blues)の宮古口での替え歌『サバぬにゃ～ん』がカセットテープで次から次へとコピーされて島全体に広がったことから、その名が知られるようになる。
2002年8月10日、シングルCD『我達が生まれ島（ばんたがんまりずま）』でインディーズレーベルよりデビューを果たし、3rdアルバム『開拓者』よりメジャーデビューする。
琉球フェスティバルへの出演や、2007年2月NHK「トップランナー」出演、2008年TBS「はなまるマーケット」への出演、エンディングテーマの提供等を通し、沖縄県内だけではなく全国的にもその名を知られることとなる。また、2007年9月には韓国（ソウル）にて、初海外ライブを開催。その後、下地勇としてイギリス・台湾・香港・アメリカ・スペインなどでのライブを行い海外でも歌声を響かせている。（SAKISHIMA meetingのライブは別頁にて）
自身の歌はもちろんのこと、他のミュージシャンへの楽曲提供も行っている。
また様々な企画やイベントで宇崎竜童・根本要・Char・内田勘太郎・宮沢和史など数々のミュージシャンと共演。
BEGINの島袋優とはシモブクレコード、パーシャクラブの新良幸人とはSAKISHIMA meetingとして活動し、各々CDを発売、レコ発ツアーを行っている。
2015年11月19日、11thアルバム『THE HUMAN GIFT』のリリース（2015年12月7日発売）に際し、「下地イサム」への改名を発表。
改名については『自分という人間が紡ぎ出す言葉、生み出す音楽についてもっと深く考えるようになりました。そして辿り着いた答えは、たくさんいい音楽を作りたい、もっともっと表現したい、新しい事にもどんどんチャレンジしたい、とにかく努力しなきゃ！ということでした。なので、このタイミングで改名してみようという思いに至りました。』（下地イサム OFFICIAL Web Site（2015年11月19日掲載より抜粋）と、その気持ちを語っている。
2023年、文化庁長官表彰。

## ディスコグラフィー

### シングル
| 枚   | リリース日     | タイトル                                                        | 発売元               | 備考 |
| ---- | -------------- | --------------------------------------------------------------- | -------------------- | --- |
| 1st  | 2002年8月10日  | 我達が生まり島（ばんたがんまりずま）                            |                      | |
| 2nd  | 2004年5月8日   | MIYAKO 9.11 宮古島の台風災害復興を願って…あなたへのラブソング。 |                      | 阿部敏郎＊下地勇 コラボレーションシングル（ひとりじゃない/下地勇）                                            |
| 3rd  | 2005年3月25日  | 大地の花/魂躍らし                                               | ビーンズ             | 角松敏生プロデュース。下地暁と共演。沖縄限定発売。                                                            |
| 4th  | 2005年6月22日  | 大和ぬ風（やまとぅぬかじ）/おばぁ                               | インペリアルレコード | マキシシングル。沖縄限定発売。                                                                                |
| 5th  | 2005年10月26日 | また夢でも見てみるか/開拓者                                     | インペリアルレコード | |
| 6th  | 2006年9月27日  | アタラカの星                                                    | インペリアルレコード | |
| 7th  | 2007年9月05日  | おばぁ                                                          | インペリアルレコード | 収録曲 1. おばぁ (2007年新録バージョン) 2. Yapai Yapai 3. アタラカの星 (6月16日福井「響きのホール」にて収録） |
| 8th  | 2010年1月20日  | 南の島で                                                        | インペリアルレコード | 「オリオンビール・ドラフト」CMソング。沖縄限定発売                                                            |
| 9th  | 2011年9月09日  | 希望を注げ                                                      | インペリアルレコード | 「オリオンビール・ドラフト」CMソング。沖縄限定販売・マキシシングル                                            |
| 10th | 2021年1月31日  | アルクトメナイ                                                  | ARIZE                | 配信限定リリース                                                                                              |
| 11th | 2021年12月16日 | 木漏れ日のグレイス                                              | ARIZE                | 配信限定リリース 沖縄県トヨタグループ『沖縄トヨタ×琉球偉人』シリーズ (2012 - ) CMソング                       |

### アルバム
| 枚   | リリース日     | タイトル                     | 発売元               | 備考 |
| ---- | -------------- | ---------------------------- | -------------------- | --- |
| 1st  | 2002年12月7日  | 天～tin～                    | ナダリミテッド       | オール・ミャークフツ（宮古島方言）で唄われたアルバム。 |
| 2nd  | 2004年5月22日  | Nee（ニー）                  | ナダリミテッド       | |
| 3rd  | 2005年7月21日  | 開拓者                       | インペリアルレコード | 初のメジャーからのリリース･アルバム。 |
| 4th  | 2005年8月10日  | また夢でも見てみるか         | インペリアルレコード | 標準語で歌う初のアルバム。BEGINのギタリスト、島袋優が参加。 |
| －   | 2006年6月21日  | 下地勇全曲集                 | インペリアルレコード | カセットのみのベスト集（未発売曲「ここからはじめよう」収録） |
| 5th  | 2006年9月27日  | ATARAKA                      | インペリアルレコード | 特典『アタラカの星PV』DVD |
| 6th  | 2008年1月23日  | 3%                           | インペリアルレコード | |
| 7th  | 2009年9月2日   | 民衆の躍動                   | インペリアルレコード | 特典：『民衆の躍動PV』DVD |
| 8th  | 2011年1月19日  | No Refuge                    | インペリアルレコード | 特典：『希望を注げ』CD、2011年1月号『箆柄暦（ぴらつかこよみ）』 |
| 9th  | 2012年2月22日  | 下地勇10周年ベスト“静”＋“動” | インペリアルレコード | 特典（初回限定版のみ）『PV映像(DVD)』『特製“ジャフミキ学習帳”』（先着） |
| 10th | 2012年8月22日  | “STOCKOUT”                   | インペリアルレコード | 10周年アルバムの第2弾。 アコースティック、アンプラグド・アレンジによるセルフ・カバーを中心としたアルバム。 『その一歩』、砂川恵理歌へ楽曲提供した『一粒の種』を初収録。               |
| 11th | 2015年12月7日  | THE HUMAN GIFT               | ARIZE                | 下地イサム初の試みとなる、ギター1本で収録したアコースティックなアルバム。宮古方言ではなく、標準語での楽曲が12曲収録されている。                                                       |
| 12th | 2016年4月6日   | スマフツ                     | ARIZE                | NHK沖縄「うちなーであそぼ」で放送された『あめふり』『うさぎとかめ』のスタジオバージョン、のひなひろしの名曲『もうひとつのうりずんの島』他、新曲、下地イサムの語りを含む全10曲を収録。 |
| 13th | 2018年8月8日   | MARKING OUT                  | ARIZE                | 初のセルフカバー集。『おばぁ』『我達が生まり島』『アンターマナ』、シモブクレコード『Vitamin I』『AKICAN』等を収録。選曲も自身による。                                                 |
| 14th | 2018年10月10日 | GAFU                         | ARIZE                | 6年ぶりのオリジナルアルバム。第11回CDショップ大賞にて沖縄ブロック賞を受賞。 |
| 15th | 2022年12月24日 | KARAI                        | ARIZE                | ミャークフツ（宮古島方言）、標準語、英語による全12曲。下地イサム自身による楽曲プログラミングも聴きどころとなっている。                                                                |

### ユニット（CD発売済）
| ユニット名/メンバー                     | リリース日                 | タイトル                                     | 発売元 | 備考 |
| --------------------------------------- | -------------------------- | -------------------------------------------- | ------ | --- |
| SAKISHIMA meeting (新良幸人×下地勇)     | 2008年7月26日              | SAKISHIMA meeting                            | ARIZE  | 「SAKISHIMA meeting TOUR」東京・白石・福岡・長崎・大阪(キタ・ミナミ)・名古屋・那覇・竹富島・宮古島ほか                                                                                          |
| SAKISHIMA meeting (新良幸人×下地勇)     | 2010年7月29日 沖縄限定発売 | 2nd MAXI SINGLE 「サキシマ・ザ・レインボー」 | ARIZE  | レコ発tour『THE RAINBOW』岡山2days・東京・名古屋2days・京都2days・那覇ほか |
| シモブクレコード (島袋優×下地勇)        | 2009年6月3日               | 「Looking South West」                       | ARIZE  | レコ発tour「33回転のランナーTOUR」沖縄・福岡・名古屋・大阪・東京ほか |
| SAKISHIMA meeting (新良幸人×下地勇)     | 2012年12月12日             | 「TOME DOME」                                | ARIZE  | 2013年公開映画“カラカラ”テーマソング。「SAKISHIMA meeting TOUR」 |
| SAKISHIMA meeting (新良幸人×下地勇)     | 2013年7月18日              | 「SAKISHIMAmeeting THE BEST」                | ARIZE  | 「SAKISHIMA のテーマ」、映画「カラカラ」のテーマソング「TOME DOME」、エイサーで使用される「カーチパイ」等、新曲４曲、カバー曲、ライブ音源を含む全14曲を収録した初アルバムにしてベストアルバム。 |
| THE SAKISHIMA meeting (新良幸人×下地勇) | 2017年3月8日               | 「THE SILENCE OF SAKISHIMA」                 | ARIZE  | 2ndアルバム。発売に合わせてユニット名を「SAKISIMA meeting」から「THE SAKISIMA meeting」に改名。                                                                                                 |
| THE SAKISHIMA meeting (新良幸人×下地勇) | 2020年10月25日             | 「Christmas Songs」                          | ARIZE  | クリスマスソング集。 |

### DVD
1. 『ATARAKAツアー ファイナル』（2007年11月7日 インペリアルレコード）※2007年3月10日桜坂劇場で行われたライブの模様を収録。

### 参加アルバム
トリビュートアルバム
- 吉田拓郎『吉田拓郎トリビュート〜結婚しようよ〜』 (2008年2月2日)

2.「制服」
- BEGIN『BEGIN 20th ANNIVERSARY SPECIAL TRIBUTE ALBUM』 (2011年3月2日)

6.「NO MONEY BLUES」
- 普久原恒勇『普久原メロディー』 (2011年10月26日：沖縄県内先行販売、2011年11月2日：全国発売)

4.「ジントーヨーBLUES / 下地勇 and 内田勘太郎」

コンピレーションアルバム
- 『LIFE〜謡（うた）〜』 (2003年7月14日)

1.「犬とぅ猫」、5.「寄り添い」
- 『おきなわのうた』 (2003年8月20日)

25.「我達が生まり島」
- 『おおきなわ』 (2003年9月29日)

7.「ワイドー」
- 『沖縄流歌〜OKINAWA POPS〜』 (2003年11月15日)

3.「関白宣言（ミャークフツバージョン）」、4.「我達が生まり島」
- 『MUSIC TIDE Storm ストーム 男性アーティスト集』※DVD (2004年1月22日)

9.「Billy Boy」
- 『美ら歌よ3〜沖縄ベスト・ソング・コレクション』 (2004年8月25日)

11.「ワイドー」
- 『おきなわのうた第4集 〜RELAXIN'〜』 (2007年4月18日)

11.「我達が生まり島」
- 『OKINAWA癒歌～ちむぐすい (心薬)』 (2007年10月24日)

15.「心のうた」
- 『琉球ラヴァーズロック』 (2007年1月15日)

4.「カママンミ」

### 楽曲提供
1. 夏川りみ『「想い風」ウムイカジ』(2007年3月9日)
（5.「祭りのあと風」作詞：下地勇，作曲・編曲：上地等）
2. おきなわのホームソング その1「ヘンナのマムヤ」
（作詞：下地勇，作曲：TAKUMI，編曲：上江洲安浩，うた：川満聡）
3. 犬山イヌコ『inu cafe』(2007年7月4日)
（disk 1-6：「帰り道」作詞・作曲：下地勇）
4. おきなわのホームソング 2008年9月のうた「ソウルチャンプルー」
（作詞：ローリー・クック，作曲：トム仲宗根，編曲：トム仲宗根，うた：下地勇）
5. 砂川恵理歌『一粒の種』(2009年2月18日)
（1.「一粒の種」作詞：中島正人・高橋尚子・下地勇，作曲：下地勇 / 2.「寂寥」 作詞・作曲：下地勇）
6. 岩崎宏美『Thanks』(2009年5月20日)
（11.「陽射しの中で」 作詞・作曲：下地勇）
7. おきなわのホームソング 2010年1月「クガナーグヮー」
（作詞：池宮城けい，作曲：下地勇，編曲：佐原一哉，うた：古謝美佐子）
8. ネーネーズ 『贈りもの』(2010年11月7日)
（1.「贈りもの」作詞・作曲：下地勇 /7.「風の道」作詞・作曲：下地勇）
9. 夏川りみ  『ぬちぐすい みみぐすい』(2011年3月9日)
（11.「景色」作詞・作曲：下地勇）
10. 『久松音頭』宮古島久松郷友会(2014年)
11. 『旅の始まり～オリックスレンタカーで～』オリックスレンタカーテーマソング (2017年)
12. 『都総合管理株式会社』イメージソング(2018年）
13. 『ふる里への想い』新里恒彦、アルバム（10曲入り）CD制作（2020年）
14. 『株式会社琉球リース』社歌（2022年）
15. 『株式会社沖縄環境保全研究所』社歌（2022年）

## アーティスト・ブック
1. 心のうた （2006年 ボーダーインク）

## タイアップ
- 『また夢でもみてみるか』 - よみうりテレビ「沖縄オバァ烈伝」エンディングテーマ
- 『宝のとき』 - よみうりテレビ「沖縄オバァ烈伝」エンディングテーマ
- 『おばぁ(2007年新録バージョン)』 - TBS系「はなまるマーケット」エンディングテーマ（2007年10月1日 - ）
- 『ソウルチャンプルー』 - 琉球放送『おきなわのホームソング』9月のうた（2008年）
- 『南の島で』 - オリオンビール「オリオンドラフト」CMソング
- 『希望を注げ』 - オリオンビール「オリオンドラフト」CMソング
- 『木漏れ日のグレース』
  - 「沖縄トヨタ×琉球偉人シリーズ」CMソング
  - 2012.12.29 - 【阿麻和利篇】・【護佐丸篇】・【尚巴志篇】
- 『木漏れ日のグレース』
  - 「沖縄トヨタ×琉球偉人シリーズ」CMソング
  - 2014.6. - 【百十踏揚篇】

## 出演番組

### ラジオ
- 下地勇のぴっチャージタイム（2005年10月2日‐2010年9月26日、FM沖縄）
- ズミーファイユー（RBCiラジオ）

### TV
- よみうりテレビ『沖縄オバァ烈伝』
- TBS系『極上の月夜（ゲツヨル）「沖縄イケメンシンガー特集」』「アタラカの星」（2007年1月22日放送）
- NHK『トップランナー(Top Runner)』 （2007年2月11日放送）
- NHK『歌謡コンサート』「おばぁ」（2007年9月11日放映）
- TBS系『はなまるマーケット』「一粒の種」（2008年8月29日放映）
- TBS系『エンプラ』（2008年10月11日深夜）
- 琉球放送『琉神マブヤー』最終話（2008年12月27日放映）※カメオ出演
- NHK ドキュメント沖縄『一粒の種〜遺言から咲いた命の歌〜』(2009年2月6日沖縄県のみ放映)
- NHK 福祉ネットワーク『一粒の種〜遺言から咲いた命の歌〜』(2009年6月4日）
- NHK『故郷想う歌の旅 〜新良幸人・下地勇 古謡を受け継ぐ〜』（2010年5月14日）

### 映画
- ばんたが島（2023年12月1日公開予定）[2]

### その他
- 『はなまるコンサート Vol.2 下地勇とはなまるなひとときを♪』（2008年11月26日）東京・赤坂BLITZ